# The Modern Lovers (álbum)
The Modern Lovers es el álbum debut de la banda de rock norteamericana The Modern Lovers. Fue lanzado por Beserkley Records en 1976, a pesar de que el material original se había grabado en 1972. Fue producido por John Cale y Allan Mason. Influenció a las bandas de punk de la época como Sex Pistols, quienes hicieron un cóver de Roadrunner.
El álbum fue incluido en la lista los 500 álbumes más grandes de todos los tiempos, de la revista Rolling Stone y el libro 1001 Albums You Must Hear Before You Die.

## Contexto
The Modern Lovers fue formada en 1970 por el joven cantante, compositor, y guitarrista Jonathan Richman. En 1971, la alineación de la banda se estableció con Richman, Jerry Harrison (teclados), Ernie Brooks (bajo) y David Robinson (batería), con el amigo de Richman y miembro original de la banda John Felice, que estaba en la banda pero que por motivos escolares la abandonó. 
Para el otoño de 1971, sus presentaciones en vivo en Boston y Nueva York, habían comenzado a llamar la atención de varios miembros importantes de la compañía como A&R, incluyendo Stuart Love de Warner Bross, y Allan Mason y Matthew Kaufman de A&M. La banda hizo sus primeras grabaciones para Warner Bros en el Intermedia Studios, en Boston para finales de 1971; incluyendo los temas Roadrunner y Hotel, que aparecerían en el álbum.

### Sesiones previas
En abril de 1972, la banda viajó a Los Ángeles donde hicieron dos sesiones de maquetas; la primera fue producida para Warner por John Cale, exmiembro de The Velvet Underground, mientras que la segunda fue producida por Allan Mason y Robert Appere para A&M. Ambas sesiones se transformaron en el futuro álbum, aunque se mantuvieron las maquetas. En las sesiones de Cale se produjeron "Roadrunner", "Astral Plane", "Old World", "Pablo Picasso", "She Cracked" y "Someone I Care About". En las sesiones de A&M se produjeron "Girl Friend", "Mondern World", y "Dignified and Old", que a pesar de haberse grabado juntas nunca salieron en el LP, pero si en la reedición de CD.

### Separación de la banda
Luego de problemas con Warner Bros, la banda perdió su apoyo y se separaron a finales de 1974. Simultáneamente Richman había firmado un la disquera Home of Hits, que luego pasó a llamarse Beserkley R. En Beserkley, Richman grabó nuevas versiones de los temas Roadrunner y Government Center, junto a Earth Quake y The Rubinoos, que salieron como sencillos en 1975, y luego en el recopilatorio Beserkley Chartbusters Vol.1. Finalmente refundo The Modern Lovers y publicó el álbum Jonathan Richman and the Modern Lovers.

## Publicación
The Modern Lovers fue lanzado en agosto de 1976, como una compilación de la banda ya disuelta, por la disquera Beserkley, donde ya grababa Richman. A pesar de que el álbum estaba terminado antes de 1974, la separación de la banda frustró la publicación del trabajo.

### Portada
El arte conceptual muestra el logo de la bandaː un corazón con el nombre de la banda en su interior, y que es contenido por un círculo. El corazón está estilizado de tal manera que también pareciera ser una boca de mujer. La portada original es de color negro, las formas de blanco y el corazón de color azul claro. En la reedición de 1986, el álbum muestra la foto de los miembros originales de la banda , debajo del logo de 1976, y con sus nombres en color azul debajo de cada uno de ellos. El color es gris.

## Recepción
A pesar de que la banda original estaba extinta, el álbum fue muy bien recibido por la crítica.
Pitchfork le dio una puntuación de 9.2, Allmusic 5 sobre 5. Stephen Thomas Erlewine lo llamó el mejor álbum proto punk de la historia.

## Legado
El álbum fue catalogado como el 5 mejor one-album wonder de la historia por la revista Rolling Stone, ya que la banda nunca volvió a tener éxito comercial. La misma publicación ubicó al álbum en el puesto 381 de la lista los 500 álbumes más grandes de todos los tiempos, en el 2003 y descendió al 382 en 2012. También está en el libro 1001 Albums You Must Hear Before You Die.
La canción Roadrunner fue catalogada como una de las mejores de la historia, ocupando el puesto 274, e incluso fue postulada como la canción de rock insigne de la ciudad de Massachussets. La revista afirmóː

This 1972 recording (featuring future members of Talking Heads and the Cars) wasn’t released for more than three years – whereupon English punks fell in love with it.
Ésta grabación de 1972 (presentando a los futuros miembros de Talking Heads y The Cars) no fue lanzada por más de 3 años - transcurridos (estos) los punk ingleses la amaron.
Rolling Stone Magazine

La canción fue versionada por Sex Pistols, pero, como dato curioso, también fue publicada 3 años después, en 1979, en la banda sonora The Great Rock 'n' Roll Swindle.
La banda se separó en 1974, pero sus integrantes hicieron sus propios proyectos, llevando la influencia de Cale, The Velvet Underground y Richman a sus futuras bandas. El baterista David Robinson y el bajista Ernie Brooks serían miembros de The Cars y Jerry Harrison de Talking Heads.
Posteriormente, en 1981 el productor Kim Fowley lanzó un disco con material inédito de la banda llamado The Original Modern Lovers, que contiene canciones grabadas en 1973, luego de las sesiones del álbum homónimo de la banda.